# Strandlijn
De Strandlijn (ook wel Delflandspoor genoemd ) was een werkspoorlijn van circa 12 kilometer lengte langs de kust tussen Hoek van Holland en Kijkduin voor het aanvoeren van materiaal voor onderhoud en versterking van de zeeweringen. Het eindigde echter buiten Kijkduin en kwam dus niet echt in de badplaats. Ze was eigendom van het Hoogheemraadschap van Delfland en heeft bestaan van 1907 tot 1971. De laatste trein reed in 1965.
Bij Hoek van Holland sloot de spoorlijn aan op de Hoekse Lijn en kruiste daarbij de zijlijn van de WSM naar het zomereindpunt strand. Ondanks de naam lag de rails niet op het strand maar wel vlakbij. 
De Duitse bezetters gebruikten de spoorlijn tijdens de Tweede Wereldoorlog voor de bouw van de Atlantikwall. Er zijn geen restanten en er is ook geen pad van gemaakt; de ingang te Hoek van Holland is wel nog steeds op die plek, afgesloten. De WSM-lijn aan de landzijde van de duinen is wel fietspad geworden. 